# 唐崎 (大津市)
唐崎（からさき）は、滋賀県大津市の町名。現行行政地名は唐崎一丁目から唐崎四丁目。

## 地理
大津市の北部に位置する。東は琵琶湖に面し、北で下阪本、南で際川、南西で蓮池町・滋賀里、西で弥生町、北西で穴太と隣接する。湖西線の東側で東の琵琶湖岸から一・二丁目、湖西線の西側で南から三・四丁目が並ぶ。

### 湖沼
- 琵琶湖

## 歴史

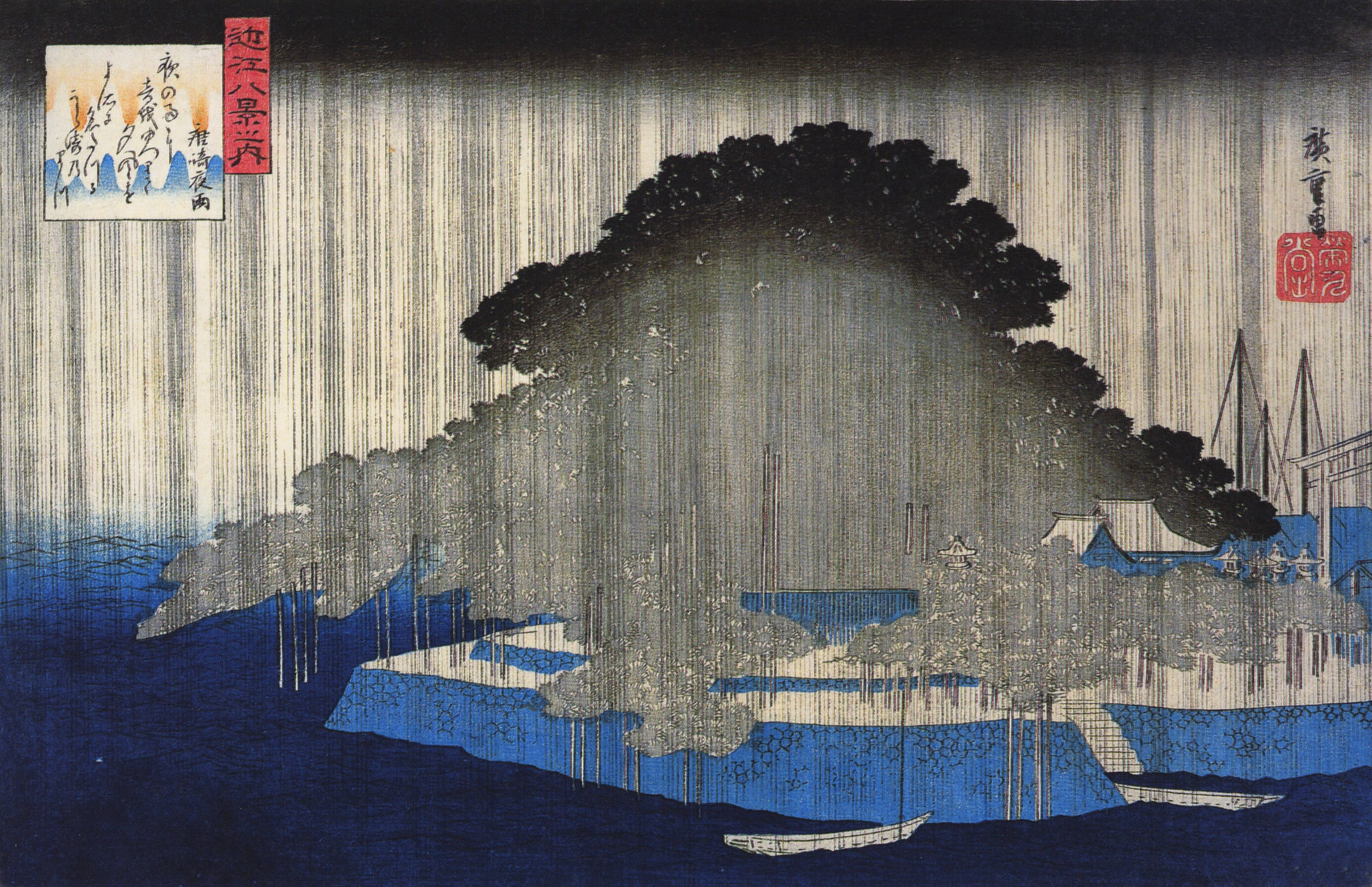
唐崎の松（歌川広重）。天保5年（1834年）の刊行。

奈良時代以前から地名として見られ、滋賀郡に属し、韓崎・辛前・辛崎とも書かれた。万葉集の「さざなみの志賀の辛崎幸あれど大宮人の船待ちかねつ」の歌にも詠まれ、当時から港の機能を持っていたことが窺える。平安時代には七瀬祓所のひとつとして知られ、『蜻蛉日記』では都人がここへ祓に向かう様子が描かれている。この時期の和歌にもしばしば取り上げられ、『枕草子』でも「崎は唐崎、三保が崎」と名所として書き残されている。平安末期頃からは日吉大社へ向かう神輿の旅所なっており、舞楽が捧げられていた。またこの地の「唐崎の松」は近江八景のひとつとされ、松尾芭蕉の『野ざらし紀行』では「唐崎の松は花より朧にて」の句が残されている。江戸時代以降は現在の唐崎にあたる区域の大半が滋賀郡下阪本村に属し、1889年（明治22年）の町村制施行においては下阪本村大字下阪本の一部、1951年（昭和26年）の下阪本村の大津市への合併に伴って大津市下阪本町の一部となった。1979年（昭和54年）7月15日、下阪本町・坂本穴太町の各一部から新たに行政地名として唐崎一丁目から唐崎四丁目が成立した。

### 沿革
- 1979年（昭和54年）7月15日 - 下阪本町・坂本穴太町の各一部から成立[1]。

## 世帯数と人口
2019年（平成31年）4月1日現在の世帯数と人口は以下の通りである。
| 丁目       | 世帯数    | 人口    |
| ---------- | --------- | ------- |
| 唐崎一丁目 | 709世帯   | 1,613人 |
| 唐崎二丁目 | 385世帯   | 791人   |
| 唐崎三丁目 | 524世帯   | 1,045人 |
| 唐崎四丁目 | 314世帯   | 766人   |
| 計         | 1,932世帯 | 4,215人 |

### 人口の変遷
国勢調査による人口の推移。
| 1995年（平成7年）  | 4,342人 | [ 8 ]  |  |
| 2000年（平成12年） | 4,271人 | [ 9 ]  |  |
| 2005年（平成17年） | 4,271人 | [ 10 ] |  |
| 2010年（平成22年） | 4,153人 | [ 11 ] |  |
| 2015年（平成27年） | 3,980人 | [ 12 ] |  |

### 世帯数の変遷
国勢調査による世帯数の推移。
| 1995年（平成7年）  | 1,495世帯 | [ 8 ]  |  |
| 2000年（平成12年） | 1,544世帯 | [ 9 ]  |  |
| 2005年（平成17年） | 1,544世帯 | [ 10 ] |  |
| 2010年（平成22年） | 1,683世帯 | [ 11 ] |  |
| 2015年（平成27年） | 1,698世帯 | [ 12 ] |  |

## 学区
市立小・中学校に通う場合、学区は以下の通りとなる。
| 丁目       | 番・番地等 | 小学校             | 中学校             |
| ---------- | ---------- | ------------------ | ------------------ |
| 唐崎一丁目 | 全域       | 大津市立唐崎小学校 | 大津市立唐崎中学校 |
| 唐崎二丁目 | 全域       | 大津市立唐崎小学校 | 大津市立唐崎中学校 |
| 唐崎三丁目 | 全域       | 大津市立唐崎小学校 | 大津市立唐崎中学校 |
| 唐崎四丁目 | 全域       | 大津市立唐崎小学校 | 大津市立唐崎中学校 |

## 交通

### 鉄道
- 西日本旅客鉄道
 湖西線 唐崎駅

### 路線バス
- 江若交通浜大津線

### 道路
- 国道161号（西近江路・西大津バイパス） - 西近江路は琵琶湖沿岸を、西大津バイパスは湖西線の北側をそれぞれ南西から北東に走る。

## 施設
- 陸上自衛隊第二教育団大津自動車教習所
- 滋賀県警察本部科学捜査研究所
- 市町村研修財団
- 唐崎市民センター
  - 大津市役所唐崎支所
- 唐崎町自治会館
- 高穂町自治会集会所
- きさらぎ町自治会館
- 大津市立唐崎中学校
- 大津唐崎郵便局
- 大塚製薬藤井記念研究所琵琶湖研究所
- 大塚食品琵琶湖研究所
- 市営住宅穴太団地
- 市営住宅唐崎駅前団地
- 市営住宅唐崎駅前第2団地
- 湖岸緑地唐崎苑
- 玉泉院 - 天台宗の仏教寺院。
- 唐崎神社

## その他

### 日本郵便
- 郵便番号 : 520-0106[4]（集配局：大津中央郵便局[14]）。